# حافة القلب اليمنى
حافة القلب اليمنى طويلة تتكون بالأذين الأيمن من الأعلى والبطين الأيمن بالأسفل. الجزء الأذيني مستدير وعمودي تقريباً، ويقع خلف الغضاريف الضلعية اليمنى الثالثة والرابعة والخامسة 1.25 سم من حافة عظم القص؛ بينما الجزء البطيني رفيع وحاد، ويسمى الحافة الحادة، وهو أفقي تقريباً، ويمتد من النهاية القصية للغضروف الضلعي الأيمن السادس لقمة القلب.